# Токсичний месник (фільм, 1984)
«Токсичний месник» (англ. The Toxic Avenger) — американська супергеройська чорна комедія з елементами жахів 1984 року, спродюсована та знята Майклом Герцом і Ллойдом Кауфманом за сценарієм Джо Ріттера, заснованому на оповіданні Кауфмана. Перша частина в серії фільмів «Токсичний месник».
У 2002 році вийшла режисерська версія, до якої, зокрема, додали сцену з Марісою Томей в її дебютній ролі.

## Сюжет
Мелвін Ферд Джунко III — незграбний худорлявий прибиральник, який важить лише 98 фунтів (44,4 кг), працює в спортивному клубі у вигаданому місті Тромавіль, штат Нью-Джерсі. Група завсідників клубу на ім’я Бозо, Слаґ, Ванда та Джулі регулярно знущаються над ним.
Одного разу вони хитрістю змушують Мелвіна вдягнути рожеву балетну пачку і у темряві поцілувати вівцю, яку він помилково прийняв за Джулі. Після цього з Мелвіна починають глузувати усі відвідувачі клубу і той, у відчаї, стрибає з другого поверху у відкриту діжку з токсичними відходами, які були необачно припарковані неподалік водіями-накроманами. Токсичні речовини обпікають його шкіру. Мелвін втікає вулицею додому, щоб зняти біль у ванні. Однак хімікати перетворюють його на жахливо деформованого мутанта з надлюдськими розмірами та силою.
Тим часом група наркоторговців намагається підкупити поліцейського. Коли той відмовляється брати гроші, банда лупцює його та погрожує кастрацією. Несподівано з'являється Мелвін і вбиває злочинців, залишаючи на їхніх обличчях швабри в якості візитівок. Один з наркоторговців на прізвисько "Цигаркопикий" тікає, обіцяючи помститися.
Коли Мелвін повертається додому, його мати лякається сина і не пускає всередину. Згодом він будує імпровізований дім на місцевому звалищі.
Група з трьох чоловіків вривається в мексиканський ресторан і нападає на сліпу жінку на ім’я Сара. Вони вбивають її собаку-поводиря та намагаються її зґвалтувати, але їх зупиняє Мелвін, який втручається і розправляється з нападниками. Після цього він відводить Сару до дому на звалище, де вони знайомляться ближче і починають романтичні стосунки.
Мелвін продовжує боротися зі злочинністю, зокрема з наркоторговцями та сутенерами, які експлуатують неповнолітніх дівчат. Люди в місті починають вважати його героєм, однак мер Белгуді, який виявляється лідером великого злочинного синдикату Тромавіля, починає хвилюватися. Він боїться, що правда про його злочини буде викрита, і тому вирішує, що Мелвін повинен зникнути.
Група чоловіків, очолювана «Цигаркопиким», оточує Мелвіна, озброївшись пістолетами. Однак, перш ніж вони встигають відкрити вогонь, Мелвін стрибає на пожежну драбину, і чоловіки випадково розстрілюють один одного.
Мелвін починає мститися чотирьом кривдникам із спортивного клубу, які винні у його трансформації. Спочатку він атакує Ванду в сауні клубу, обпалюючи їй спину обігрівачем. Потім переслідує Джулі до підвалу й відрізає їй волосся. Згодом, Мелвін стикається з Бозо та Слаґом після того, як вони побили жінку та викрали її автомобіль. Вони намагаються збити Мелвіна, але він стрибає на дах і викидає Слаґа з машини на ходу. Після чого месник сідає в автівку та вириває кермо, що призводить до втрати управління. Зрештою машина з'їжджає з обриву і вибухає, вбиваючи Бозо, а Мелвін виходить неушкодженим і йде геть.
Коли Мелвін вбиває невинну на перший погляд стару жінку (яка насправді була лідером підпільної мережі торгівлі людьми), Белгуді викликає Національну гвардію США. Повернувшись у свій будинок на звалищі, Мелвін жахається того, на що він перетворився. Вони з Сарою вирішують піти подалі від міста в найближчий ліс.
Зрештою, Мелвіна й Сару знаходять, і мер разом із Національною гвардією збираються вбити Токсичного месника. Однак мешканці Тромавіля стають на захист Мелвіна, а його мати впізнає в мутанті свого сина. Зло мера Бельгуді стає очевидним, тож Мелвін вириває з нього нутрощі, щоб перевірити, чи є в нього «якісь мізки». Отримавши визнання як герой, Токсичний Месник продовжує боротися зі злочинністю в Тромавілі.

## Акторський склад
| Актор                   | Роль                                       |
| ----------------------- | ------------------------------------------ |
| Марк Торгль / Мітч Коен | Мелвін Ферд Джунко III / Токсичний месник  |
| Андре Маранда           | Сара                                       |
| Р. Л. Раян              | мер Пітер Белгуді Ґолдберг                 |
| Сарабель Левінсон       | місіс Ферд Джунко                          |
| Ден Сноу                | "Цигаркопикий"                             |
| Гері Шнайдер            | Бозо                                       |
| Роберт Прічард          | Слаґ                                       |
| Дженніфер Бабтіст       | Ванда                                      |
| Сінді Меньйон           | Джулі                                      |
| Патрик Кілпатрик        | Лерой                                      |
| Маріса Томей            | дівчина в роздягальні (режисерська версія) |

## Виробництво
У 1975 році Ллойд Кауфман задумав зняти фільм жахів про фітнес-клуб, коли працював на знімальному майданчику фільму «Роккі» в якості супервайзера препродакшену. Роками пізніше на Каннському кінофестивалі Кауфман прочитав статтю, в якій йшлося про те, що фільми жахів більше не популярні, тож він вирішив зняти власний фільм жахів, заснований на його ідеї. Фільм отримав робочу назву «Фітнес-клуб жахів» (англ. Health Club Horror), яку згодом було змінено.

### Зйомки
Основні зйомки проходили в різних локаціях Нью-Джерсі, причому більшу частину знімали в Бунтоні та його околицях. Сцена автомобільної погоні знімалася в Джерсі-Сіті, та була натхненна фінальною сценою з вантажівкою у фільмі Джорджа Міллера «Шалений Макс 2». Зйомки були завершені в 1983 році.

## Випуск

### Кінотеатральний
Troma Entertainment випустила фільм у 1984 році, отримавши першу рецензію від Variety наприкінці грудня. Протягом наступного року фільм довго йшов опівнічним сеансом на одному екрані кінотеатру Bleeker Street у Нью-Йорку. 4 квітня 1986 року фільм вийшов на 45 екранах і заробив 140 000 доларів за перші вихідні.

### Домашні носії
«Токсичний месник» був випущений Troma на VHS і Betamax у 1986 році, і вперше на DVD 25 березня 1998 року. Troma випустила фільм на Blu-ray 12 серпня 2014 року. 18 листопада, пізніше того ж року, він був знову випущений на Blu-ray компанією Import Vendor.

## Перезапуск
6 квітня 2010 року було оголошено про ремейк «Токсичного месника». Співавтором сценарію та режисером ремейку став Стів Пінк.
12 вересня 2016 року Variety повідомило, що Конрад Вернон буде режисером фільму, а Майк Арнольд і Кріс Пул були доручені переписати сценарій Стіва Пінка.
10 грудня 2018 року було оголошено, що Legendary Pictures отримала права на перезапуск «Токсичного месника», а творці оригіналу, Ллойд Кауфманом і Майклом Герцо, стали продюсерами стрічки. 21 березня 2019 року стало відомо, що сценаристом і режисером майбутнього фільму стане Мейкон Блер.
30 листопада 2020 року з'явилася новина, що головну роль зіграє Пітер Дінклейдж. 14 квітня 2021 року до акторського складу долучилися Джейкоб Трембле та Тейлор Пейдж, а 11 червня 2021 року — Кевін Бекон, Джулія Девіс та Елайджа Вуд.
Основні зйомки розпочалися 21 червня 2021 року в Болгарії та завершилися 14 серпня 2021 року.
Прем’єра «Токсичного меснику» відбулася 21 вересня 2023 року на Fantastic Fest.